# 濱北站

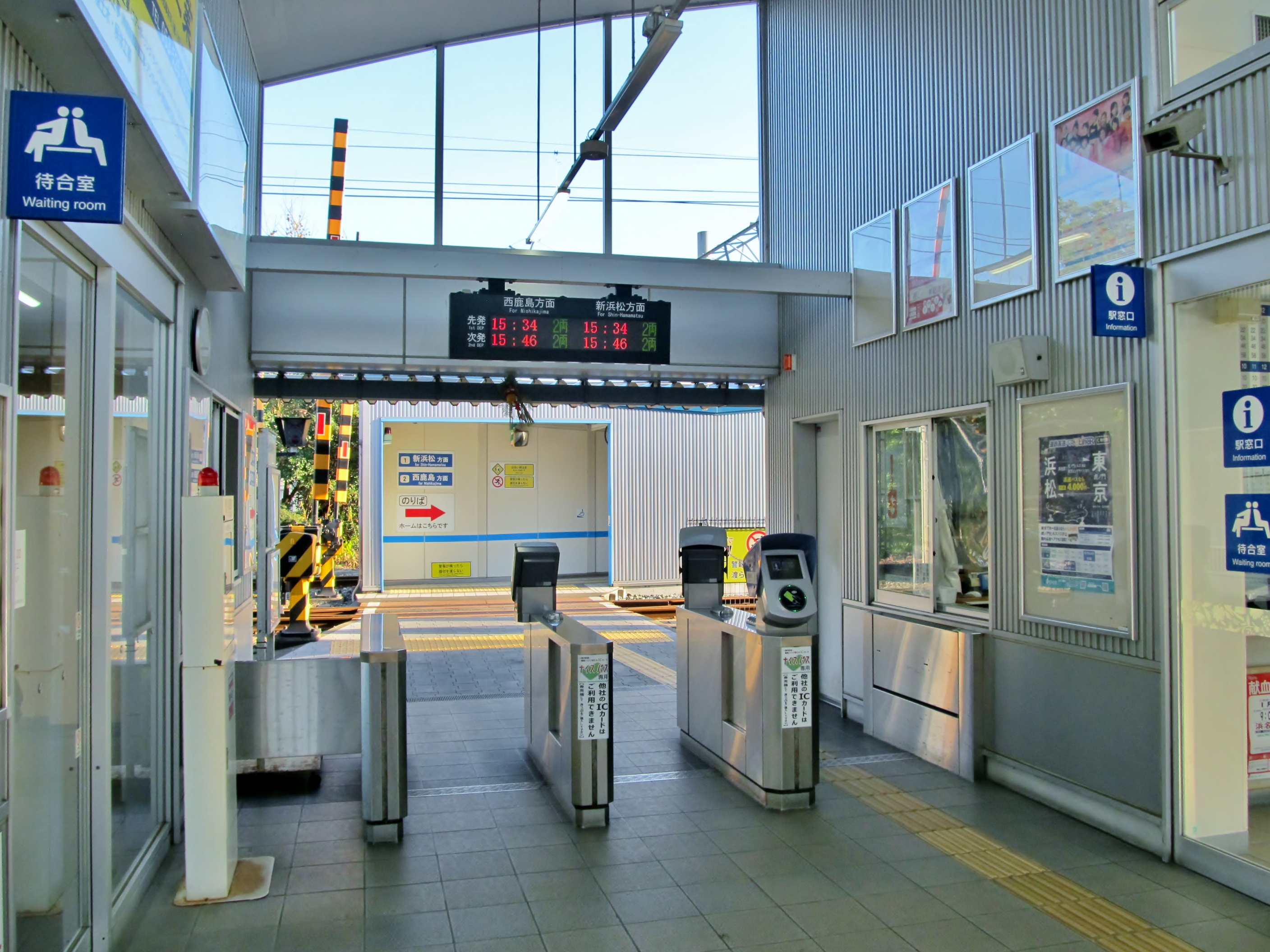
驗票口（2025年1月）

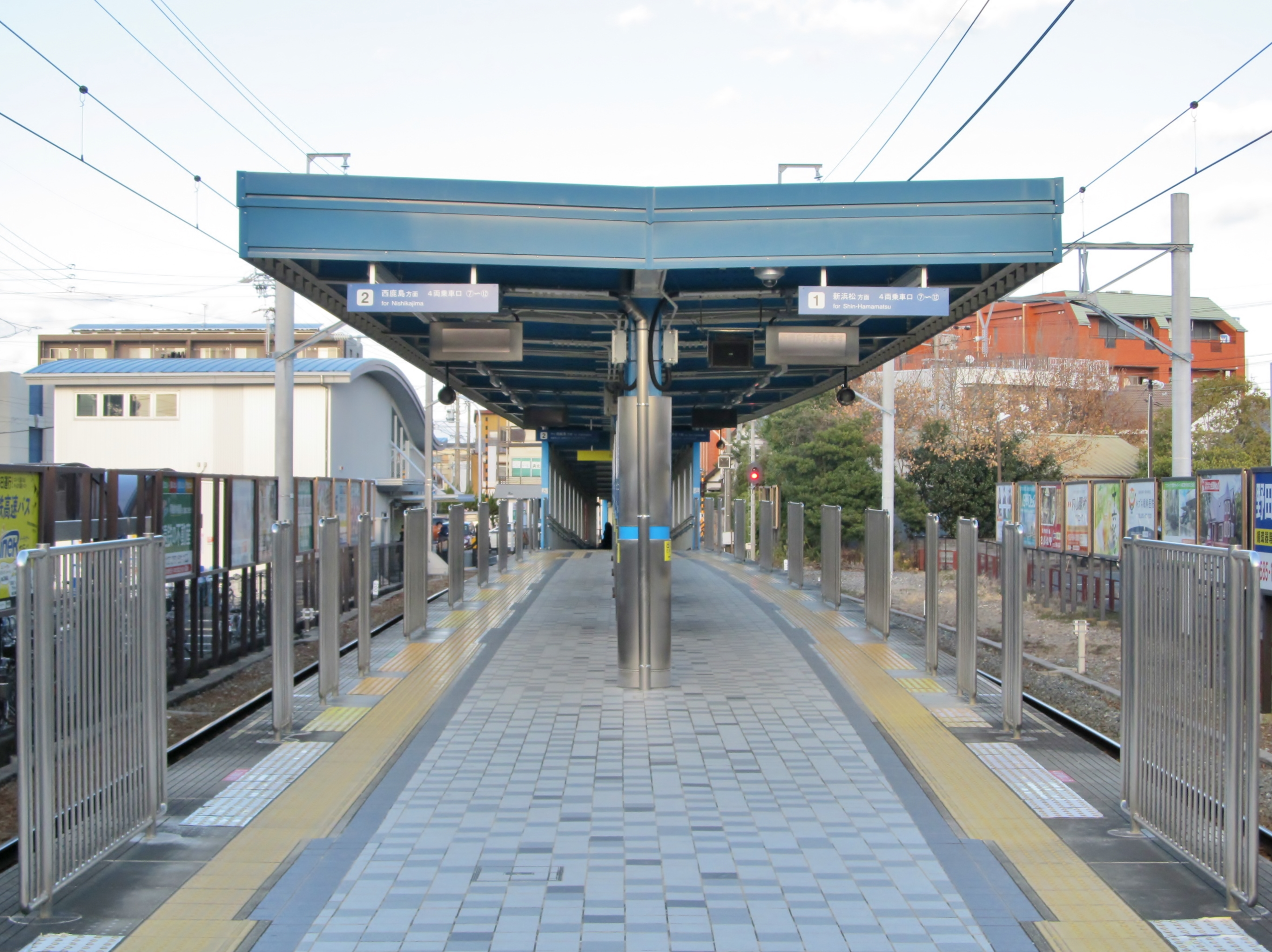
月台（2025年1月）

濱北站（日语：／ Hamakita eki */?）是位於靜岡縣濱松市濱名區，屬於遠州鐵道的鐵道線車站。車站編號為13。

## 歷史
在1924年（大正13年）7月1日至1937年（昭和12年）10月6日之間。與濱北站相同地點曾經設有西遠鐵道（西遠軌道）貴布禰站。該鐵路線連接此處至現時天龍濱名湖鐵道天龍濱名湖線（前身日本國有鐵道二俁線）宮口站南邊，此處距離西遠鐵道宮口站4.8公里，隨著決定建設國鐵二俁線而廢止。

### 站名的由來
本站啟用時的所在地為濱名郡北濱村大字沼，因此臨時站名為沼站。但由於沼村落鄰接一條較大的貴布禰村落，因此本站啟用時的正式名稱為貴布禰站。後來北濱村於1956年實施町制，成為濱北町。在1963年，隨著實施市制，濱北町改名為濱北市，站名在1977年改名為濱北站。
「貴布禰」是在1875年當時由木船村和木船新田村合併後誕生。而「濱北」是取自「濱名郡北部位置的町」而名。

### 年表
- 1909年12月6日 貴布禰站啟用。
- 1923年4月1日 車站改名為遠州貴布禰站。
- 1924年7月1日 西遠軌道貴布禰站位同一位置啟用。
- 1926年2月9日 日清紡績濱松工場專用線開通（貴布禰至日清紡之間）。
- 1937年10月6日 西遠鐵道線廢止。
- 1973年10月1日 結束貨物業務。
- 1977年
  - 8月1日 車站改名為濱北站。
  - 8月14日 於貨物側線、貨物月台和上蓋等地方開設濱北站大樓（2層高建築物，鋼鐵砂漿，設有23間商店）。
- 1979年5月1日 取消新濱松站至濱北站之間區間列車（1往返班次）。
- 2003年12月25日 濱北站大廈重建[1]。
- 2005年 月台翻新。
- 2015年4月1日 遠鐵旅遊（日语：遠鉄トラベル）濱北站店 開幕。
- 2018年2月11日 無障礙化月台開始使用[2]。

## 車站構造
此站是地面車站，設有1面2線的島式月台。此站是直營車站，下午至晚上設有列車交會。站內曾設有1條側線，在無障礙化工程時把側線撒走。
車站最東邊的月台（側線）於1979年4月30日前，設有1往返班次行走於新濱松至濱北之間的區間列車。在取消區間列車後，該月台（側線）變成停泊車輛之用，極少使用作旅客上下車之用。但當舉行「濱北夏祭」等活動時，會設有行走於新濱松至濱北之間的臨時列車班次，屆時便會使用該月台。在近年已退役車輛於遠州西崎站拆毀之際，為了確保有空間進行拆毀作業，機車和貨車會停泊在此站。上述提通隨著車站無障礙化，月台進行改善工程，把側線（月台）撒走。車站西邊設有單車停泊場（可容納320架車輛）。
本站的站房曾是一座2層高的建築物，並設有數間商店，是當時遠鐵車站中擁有最大規模的車站大廈，後來隨著建築物老化而拆毀。現時站內只作為候車室。舊車站大廈於拆毀後，於站前建設再開發大廈「那由他·濱北」。在2015年4月1日，候車室內的遠鐵旅行濱北站店聞幕(後來在2020年1月30日結業，商店功能遷移至遠鐵商店Kirari Town店)。
此站曾設有專用線連接車站西北方的日清紡績濱松工場（於1997年關閉），並運送繭、綿花和原紗，但專用線在1973年廢止。現時工場遺址則變成大型商業設施PLEHA WALK濱北。

### 月台
| 月台 | 路線            | 上下行 | 方向             |
| ---- | --------------- | ------ | ---------------- |
| 1    | ■遠州鐵道鐵道線 | 上行   | 曳馬、新濱松方向 |
| 2    | ■遠州鐵道鐵道線 | 下行   | 西鹿島方向       |

## 利用狀況
在2018年度（平成30年度）的總乘車人次為635,574人（18座車站中排名第3），下車人次為663,273人（18座車站中排名第2）。此站的乘客主要來自附近的上學，上班的人士。
以下為不同年度的乘車人次和下車人次：
| 一年總間乘車人次和下車人次彎化 | 一年總間乘車人次和下車人次彎化 | 一年總間乘車人次和下車人次彎化 | 一年總間乘車人次和下車人次彎化 |
| 年度                           | 遠州鐵道                       | 遠州鐵道                       | 參考資料、備註                 |
| 年度                           | 乘車人次                       | 下車人次                       | 參考資料、備註                 |
| ------------------------------ | ------------------------------ | ------------------------------ | ------------------------------ |
| 1980年度（昭和55年度）         | 641,729 人                     | 649,150 人                     | [ 4 ]                          |
| 1981年度（昭和56年度）         | 647,829 人                     | 629,563 人                     | [ 5 ]                          |
| 1982年度（昭和57年度）         | 637,706 人                     | 615,264 人                     | [ 6 ]                          |
| 1983年度（昭和58年度）         | 621,607 人                     | 596,600 人                     | [ 7 ]                          |
| 1984年度（昭和59年度）         | 610,730 人                     | 591,990 人                     | [ 8 ]                          |
| 1985年度（昭和60年度）         | 581,519 人                     | 568,594 人                     | [ 9 ]                          |
| 1986年度（昭和61年度）         | 596,864 人                     | 580,722 人                     | [ 10 ]                         |
| 1987年度（昭和62年度）         | 559,849 人                     | 539,665 人                     | [ 11 ]                         |
| 1988年度（昭和63年度）         | 552,016 人                     | 539,685 人                     | [ 12 ]                         |
| 1989年度（平成元年度）         | 523,421 人                     | 511,503 人                     | [ 13 ]                         |
| 1990年度（平成2年度）          | 533,911 人                     | 528,080 人                     | [ 14 ]                         |
| 1991年度（平成3年度）          | 520,475 人                     | 513,888 人                     | [ 15 ]                         |
| 1992年度（平成4年度）          | 500,920 人                     | 496,395 人                     | [ 16 ]                         |
| 1993年度（平成5年度）          | 450,678 人                     | 447,010 人                     | [ 17 ]                         |
| 1994年度（平成6年度）          | 450,654 人                     | 446,689 人                     | [ 18 ]                         |
| 1995年度（平成7年度）          | 434,534 人                     | 428,513 人                     | [ 19 ]                         |
| 1996年度（平成8年度）          | 446,570 人                     | 441,219 人                     | [ 20 ]                         |
| 1997年度（平成9年度）          | 473,979 人                     | 462,772 人                     | [ 21 ]                         |
| 1998年度（平成10年度）         | 334,598 人                     | 444,771 人                     | [ 22 ]                         |
| 1999年度（平成11年度）         | 419,737 人                     | 417,373 人                     | [ 23 ]                         |
| 2000年度（平成12年度）         | 422,884 人                     | 419,208 人                     | [ 24 ]                         |
| 2001年度（平成13年度）         | 461,268 人                     | 452,141 人                     | [ 25 ]                         |
| 2002年度（平成14年度）         | 452,445 人                     | 446,711 人                     | [ 26 ]                         |
| 2003年度（平成15年度）         | 429,913 人                     | 425,072 人                     | [ 27 ]                         |
| 2004年度（平成16年度）         | 471,270 人                     | 429,910 人                     | [ 28 ]                         |
| 2005年度（平成17年度）         | 454,258 人                     | 457,677 人                     | [ 29 ]                         |
| 2006年度（平成18年度）         | 467,442 人                     | 472,089 人                     | [ 30 ]                         |
| 2007年度（平成19年度）         | 515,185 人                     | 526,337 人                     | [ 31 ]                         |
| 2008年度（平成20年度）         | 529,711 人                     | 544,218 人                     | [ 32 ]                         |
| 2009年度（平成21年度）         | 519,169 人                     | 536,595 人                     | [ 33 ]                         |
| 2010年度（平成22年度）         | 521,278 人                     | 536,918 人                     | [ 34 ]                         |
| 2011年度（平成23年度）         | 517,339 人                     | 538,460 人                     | [ 35 ]                         |
| 2012年度（平成24年度）         | 536,727 人                     | 559,450 人                     | [ 36 ]                         |
| 2013年度（平成25年度）         | 544,589 人                     | 568,326 人                     | [ 37 ]                         |
| 2014年度（平成26年度）         | 569,484 人                     | 594,030 人                     | [ 38 ]                         |
| 2015年度（平成27年度）         | 600,759 人                     | 630,176 人                     | [ 39 ]                         |
| 2016年度（平成28年度）         | 604,026 人                     | 631,541 人                     | [ 40 ]                         |
| 2017年度（平成29年度）         | 622,962 人                     | 649,810 人                     | [ 41 ]                         |
| 2018年度（平成30年度）         | 635,574 人                     | 663,273 人                     | [ 3 ]                          |

## 車站周邊

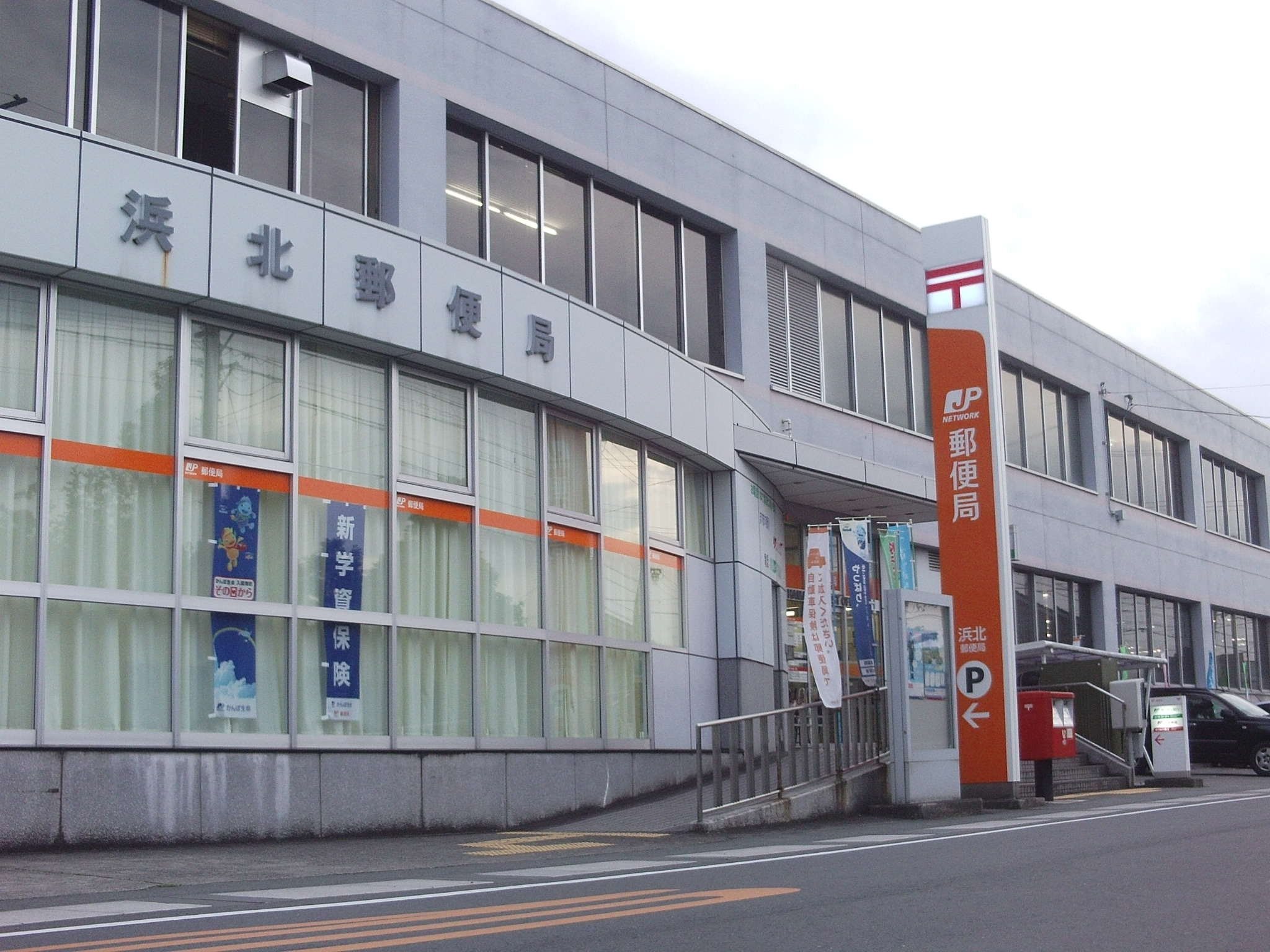
濱北郵局

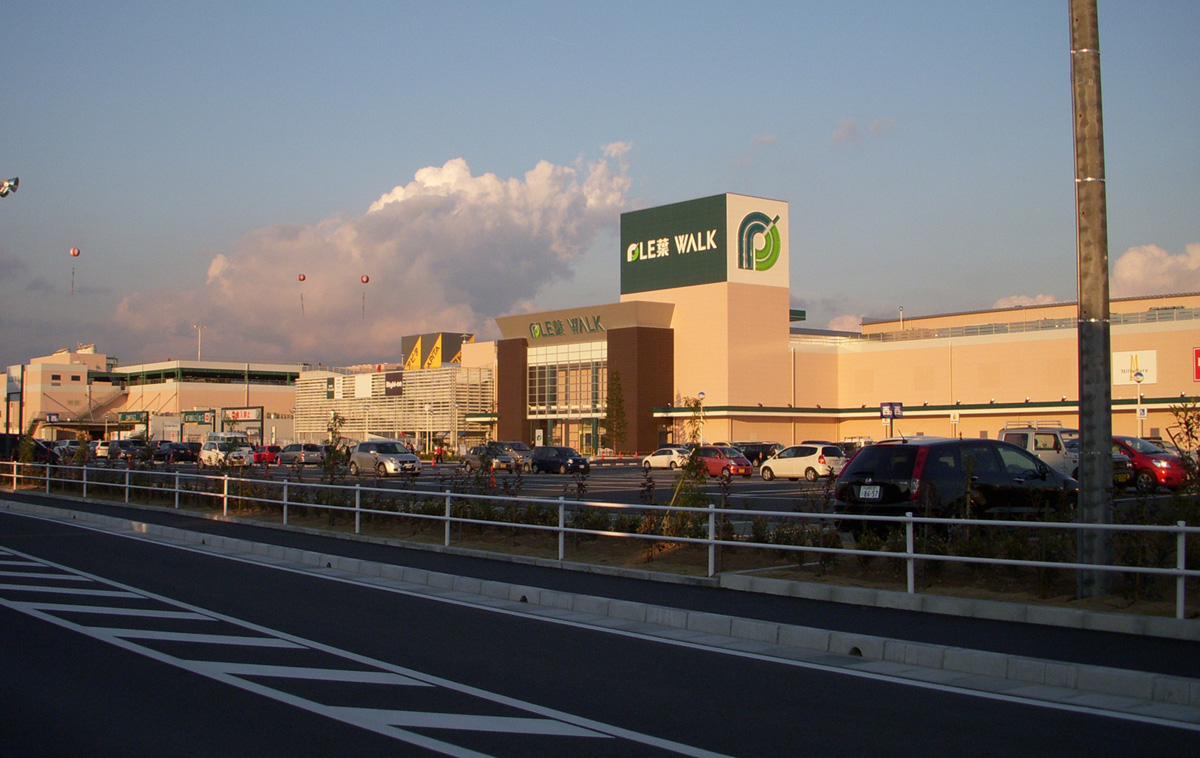
PLEHA WALK濱北

道路
- 二俁街道
- 靜岡縣道363號高薗貴布禰線（日语：静岡県道363号高薗貴布祢線）
- 靜岡縣道391號細江濱北線（日语：静岡県道391号細江浜北線）

公共設施
- 那由多·濱北（日语：なゆた・浜北）（濱北站前再開發大廈）
  - 友田會堂
  - 濱松市濱北區公所
  - 濱松市立濱北圖書館
- 濱松市濱北文化中心（日语：浜松市浜北文化センター）
- 濱松市保健所濱北保健中心
- 濱北公共職業安定所
- 一般財團法人濱松城市規劃公社濱北事務所

金融
- 濱北郵局（日语：浜北郵便局）
- 靜岡銀行濱北分店
- 靜岡縣勞動金庫（日语：静岡県労働金庫）濱北分店

醫療、教育
- 協立十全醫院（車站設有免費接送巴士乘坐5分鐘）
- 濱松市立北濱小學
- 靜岡醫療科學專門學校（車站設有免費接送巴士乘坐5分鐘）
- 専門學校濱松醫療學院
- 秀英預備校（日语：秀英予備校）濱北校
- 佐鳴預備校（日语：佐鳴予備校）濱北校

物流、商業設施
- PLEHA WALK濱北（日语：プレ葉ウォーク浜北）
- MaxValu（日语：マックスバリュ東海）濱北店
- Sun Street濱北（日语：サンストリート浜北）

其他
- 濱北商工會
- 沼八幡宮
- 貴布禰神社

## 巴士路線
站前設有迴旋路。在巴士站名方面，遠鐵巴士為「那由多濱北·濱北區公所」，濱松市濱北社區巴士為「那由多濱北」，十全醫院穿梭巴士為「濱北站」，Jam Jam Express為「濱北站前」，各公司的巴士站牌均位於同一處。
| 路線名               | 系統                 | 主要途經                                                                                        | 目的地               | 巴士公司                   | 備註                                             |
| -------------------- | -------------------- | ----------------------------------------------------------------------------------------------- | -------------------- | -------------------------- | ------------------------------------------------ |
| 濱北醫大三方原聖隷線 | 100                  | 小松站、西部執照中心、內野台、染地台、醫科大學、三方原營業所、濱工高前、曳馬野、都田口、根洗    | 聖隷三方原醫院       | 遠州鐵道                   | ―                                                |
| 濱北社區巴士         | 赤佐中瀨線           | 日赤醫院、岡田整形外科、中瀨小學、遠江醫院、北斗若葉醫院、芝本站、Piago於呂店、岩水寺、西鹿島站 | 上島公民館           | 逢星期三、六服務           | ―                                                |
| 濱北社區巴士         | 大平堀谷線           | 日赤醫院、小林站入口、宮口站、麁玉協動中心、大平、荒間之湯                                      | 堀谷                 | 星期二、五服務             | ―                                                |
| 濱北社區巴士         | 北濱麁玉線（東路線） | 日赤醫院、八幡團地、高薗、若草團地、Tosuko                                                      | （循環線）           | 單方向循環，星期一、四服務 |                                                  |
| 濱北社區巴士         | 北濱麁玉線（西路線） | 日赤醫院、麁玉協動中心、濱北西高校、Sun Street濱北入口、PLEHA WALK濱北東                        | （循環線）           | 單方向循環，星期一、四服務 |                                                  |
| 十全集團免費穿梭巴士 | 十全集團免費穿梭巴士 | 靜岡醫療科學專門學校、十全紀念醫院                                                              | 濱北站               | 協立十全紀念醫院           | 只可讓門診病人、醫院相關人士使用。星期日暫停服務 |
| JAMJAM Liner         | JX301班次            | 京都三條京阪前、大阪梅田Plaza Motor Pool、USJ                                                   | 神戶三宮高架商店街前 | Jam Jam Express            | 夜行高速巴士                                     |

## 圖庫

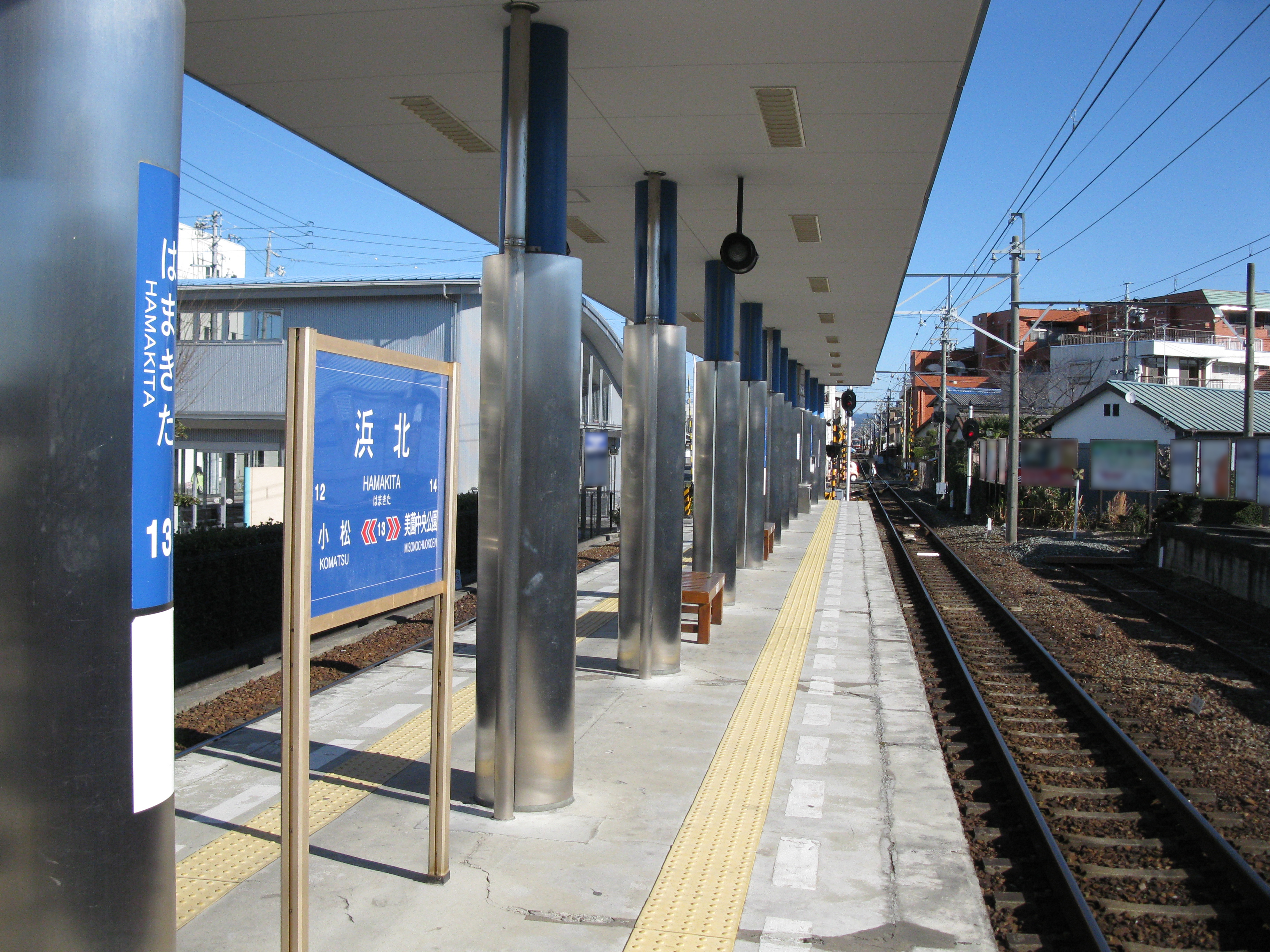
月台 （2011年1月）

- 月台
（2011年1月）

## 相鄰車站
遠州鐵道
■鐵道線
遠州小松（12）－濱北（13）－美薗中央公園（14）

## 注腳
1. ↑  . RAIL FAN (鐵道友之會). 2004-03-01, 51 (3): 24.
2. ↑  . 遠州鐵道. 2018-02-11  [2018-02-24]. （原始内容存档于2018-02-25） （日语）.
3. 1 2  《靜岡縣統計年鑑 平成30年》 運輸・通信 鉄道運輸状況 （页面存档备份，存于）（日語）
4. ↑  《靜岡縣統計年鑑 昭和55年》 NDL 82024736 pp. 287-289
5. ↑  《靜岡縣統計年鑑 昭和56年》 NDL 83020918 pp. 287-289
6. ↑  《靜岡縣統計年鑑 昭和57年》 NDL 84021214 pp. 279-281
7. ↑  《靜岡縣統計年鑑 昭和58年》 NDL 85042552 pp. 279-281
8. ↑  《靜岡縣統計年鑑 昭和59年》 書誌情報 （页面存档备份，存于） pp. 279-281
9. ↑  《靜岡縣統計年鑑 昭和60年》 運輸・通信 私鉄運輸状況 （页面存档备份，存于）（日語）
10. ↑  《靜岡縣統計年鑑 昭和61年》 運輸・通信 私鉄運輸状況 （页面存档备份，存于）（日語）
11. ↑  《靜岡縣統計年鑑 昭和62年》 運輸・通信 鉄道運輸状況 （页面存档备份，存于）（日語）
12. ↑  《靜岡縣統計年鑑 昭和63年》 運輸・通信 鉄道運輸状況 （页面存档备份，存于）（日語）
13. ↑  《靜岡縣統計年鑑 平成元年》 運輸・通信 鉄道運輸状況 （页面存档备份，存于）（日語）
14. ↑  《靜岡縣統計年鑑 平成2年》 運輸・通信 鉄道運輸状況 （页面存档备份，存于）（日語）
15. ↑  《靜岡縣統計年鑑 平成3年》 運輸・通信 鉄道運輸状況 （页面存档备份，存于）（日語）
16. ↑  《靜岡縣統計年鑑 平成4年》 運輸・通信 鉄道運輸状況 （页面存档备份，存于）（日語）
17. ↑  《靜岡縣統計年鑑 平成5年》 運輸・通信 鉄道運輸状況 （页面存档备份，存于）（日語）
18. ↑  《靜岡縣統計年鑑 平成6年》 運輸・通信 鉄道運輸状況 （页面存档备份，存于）（日語）
19. ↑  《靜岡縣統計年鑑 平成7年》 運輸・通信 鉄道運輸状況 （页面存档备份，存于）（日語）
20. ↑  《靜岡縣統計年鑑 平成8年》 運輸・通信 鉄道運輸状況 （页面存档备份，存于）（日語）
21. ↑  《靜岡縣統計年鑑 平成9年》 運輸・通信 鉄道運輸状況 （页面存档备份，存于）（日語）
22. ↑  《靜岡縣統計年鑑 平成10年》 運輸・通信 鉄道運輸状況 （页面存档备份，存于）（日語）
23. ↑  《靜岡縣統計年鑑 平成11年》 運輸・通信 鉄道運輸状況 （页面存档备份，存于）（日語）
24. ↑  《靜岡縣統計年鑑 平成12年》 運輸・通信 鉄道運輸状況 （页面存档备份，存于）（日語）
25. ↑  《靜岡縣統計年鑑 平成13年》 運輸・通信 鉄道運輸状況 （页面存档备份，存于）（日語）
26. ↑  《靜岡縣統計年鑑 平成14年》 運輸・通信 鉄道運輸状況 （页面存档备份，存于）（日語）
27. ↑  《靜岡縣統計年鑑 平成15年》 運輸・通信 鉄道運輸状況 （页面存档备份，存于）（日語）
28. ↑  《靜岡縣統計年鑑 平成16年》 運輸・通信 鉄道運輸状況 （页面存档备份，存于）（日語）
29. ↑  《靜岡縣統計年鑑 平成17年》 運輸・通信 鉄道運輸状況 （页面存档备份，存于）（日語）
30. ↑  《靜岡縣統計年鑑 平成18年》 運輸・通信 鉄道運輸状況 （页面存档备份，存于）（日語）
31. ↑  《靜岡縣統計年鑑 平成19年》 運輸・通信 鉄道運輸状況 （页面存档备份，存于）（日語）
32. ↑  《靜岡縣統計年鑑 平成20年》 運輸・通信 鉄道運輸状況 （页面存档备份，存于）（日語）
33. ↑  《靜岡縣統計年鑑 平成21年》 運輸・通信 鉄道運輸状況 （页面存档备份，存于）（日語）
34. ↑  《靜岡縣統計年鑑 平成22年》 運輸・通信 鉄道運輸状況 （页面存档备份，存于）（日語）
35. ↑  《靜岡縣統計年鑑 平成23年》 運輸・通信 鉄道運輸状況 （页面存档备份，存于）（日語）
36. ↑  《靜岡縣統計年鑑 平成24年》 運輸・通信 鉄道運輸状況 （页面存档备份，存于）（日語）
37. ↑  《靜岡縣統計年鑑 平成25年》 運輸・通信 鉄道運輸状況 （页面存档备份，存于）（日語）
38. ↑  《靜岡縣統計年鑑 平成26年》 運輸・通信 鉄道運輸状況 （页面存档备份，存于）（日語）
39. ↑  《靜岡縣統計年鑑 平成27年》 運輸・通信 鉄道運輸状況 （页面存档备份，存于）（日語）
40. ↑  《靜岡縣統計年鑑 平成28年》 運輸・通信 鉄道運輸状況 （页面存档备份，存于）（日語）
41. ↑  《靜岡縣統計年鑑 平成29年》 運輸・通信 鉄道運輸状況 （页面存档备份，存于）（日語）

## 外部連結
- 濱北站（遠鐵電車各站資訊） （页面存档备份，存于）（日語）